# Timothy Knüttel
Timothy Knüttel (* 6. Oktober 1992 in Berlin) ist ein deutsch-amerikanischer American- und Canadian-Football-Spieler auf der Position des Wide Receivers. Knüttel gilt als herausragender Routen-Läufer.

## Werdegang
Knüttel begann in der sechsten Klasse in den Vereinigten Staaten mit dem American Football. An der Richwoods High School wurde er bei den dortigen Knights vorrangig als Runningback eingesetzt. Zur GFL-Saison 2012 schloss er sich den Franken Knights an, wo er fortan hauptsächlich als Wide Receiver aktiv war. Für die Knights kam er in zwei Saisons in 28 Spielen zum Einsatz und entwickelte sich dabei als einer der besten Scorer (35 Touchdowns) zum Leistungsträger des Teams aus Rothenburg ob der Tauber. Anschließend ging er auf das Modesto Junior College in Modesto, das unter dem Teamnamen Pirates Teil der California Community College Athletic Association (CCCAA) ist. In seiner ersten Saison nahm Knüttel noch eine nachgeordnete Rolle ein. In fünf Spielen fing er acht Pässe für 76 Yards. Einen Touchdown erzielte er nicht. Als Sophomore konnte sich Knüttel hingegen als teamintern bester Receiver etablieren. Knüttel fing in elf Spielen 66 Pässe für 811 Yards und sieben Touchdowns. Anschließend wurde er in das erste Region I All-California Team berufen. Im Jahr 2017 erhielt Knüttel ein Stipendium an der Seton Hill University, einem NCAA-Division-II-College. Für die Griffins kam Knüttel in zehn Spielen zum Einsatz und erzielte dabei 444 Receiving Yards. Seton verlor alle Saisonspiele.
Im Dezember 2018 wurde Knüttel von den Potsdam Royals für die GFL-Saison 2019 verpflichtet. Im Saisonverlauf kam Knüttel aufgrund eines verletzungsbedingten Ausfalls des Starting Quarterbacks auch auf der Position des Spielmachers zum Einsatz. Dabei brachte er 35,7 Prozent seiner Pässe an und warf neben einem Touchdown-Pass auch drei Interceptions. Auf seiner Stammposition war Knüttel mit 566 Receiving Yards teamintern der beste Passfänger. Mit insgesamt sechs Touchdowns war er zudem hinter dem US-amerikanischen Runningback Gennadiy Adams der zweitbeste Scorer der Royals. Im Frühjahr 2021 wurde Knüttel von der Canadian Football League zum CFL Global Combine eingeladen, der aufgrund der Covid-19-Pandemie virtuell stattfand.
Zur Saison 2021 der neu gegründeten European League of Football wurde Knüttel von den Leipzig Kings unter Headcoach Fred Armstrong verpflichtet. Mit zwölf Touchdowns führte er die Receiver gemeinsam mit Seantavius Jones in der Touchdown-Statistik an. In einem auf Statistik basierenden Ranking der ELF wurde Knüttel als fünftbester Wide Receiver der Saison gelistet. Mit den Kings verpasste er bei einer Bilanz von 5:5 knapp die Play-offs. Nach Abschluss der regulären Saison wurde er in das All-Star Team der ELF berufen. Darüber hinaus wurde er teamintern als Kings Offensive MVP ausgezeichnet. Im Januar 2022 wurde Knuettel in den erweiterten Kader der deutschen Nationalmannschaft berufen.
Ende Februar 2022 gab Rhein Fire die Verpflichtung Knüttels für die ELF-Saison 2022 bekannt. Am ersten Spieltag fing Knüttel den ersten Touchdown seines Teams in der European League of Football. Nachdem er zwischenzeitlich aufgrund einer Handverletzung angeschlagen war, konnte er in der elften Spielwoche gegen die Istanbul Rams vier Touchdowns erzielen.
Am 4. Oktober 2022 wurde Knüttel von den Winnipeg Blue Bombers aus der Canadian Football League (CFL) verpflichtet und vorerst in den Practice Roster aufgenommen. Im Dezember wurde sein Vertrag verlängert. Am 17. Mai 2023 entließen ihn die Blue Bombers noch vor Saisonstart.

## Statistiken
| Jahr                                                   | Team            | Spiele | Receiving | Receiving | Receiving | Receiving | Receiving |
| Jahr                                                   | Team            | Spiele | Rec       | Yds       | Avg       | TD        | Lng       |
| ------------------------------------------------------ | --------------- | ------ | --------- | --------- | --------- | --------- | --------- |
| German Football League                                 |                 |        |           |           |           |           |           |
| 2012                                                   | Franken Knights | 14     | 068       | 1457      | 21,4      | 19        | 82        |
| 2013                                                   | Franken Knights | 14     | 052       | 0831      | 16,0      | 16        | 71        |
| 2019                                                   | Potsdam Royals  | 12     | 044       | 0566      | 12,9      | 06        | 44        |
| GFL Gesamt                                             | GFL Gesamt      | 40     | 164       | 2854      | 17,4      | 41        | 82        |
| European League of Football                            |                 |        |           |           |           |           |           |
| 2021                                                   | Leipzig Kings   | 10     | 051       | 0701      | 13,7      | 12        | 55        |
| 2022                                                   | Rhein Fire      | 10     | 057       | 0688      | 12,1      | 07        | 46        |
| ELF Gesamt                                             | ELF Gesamt      | 20     | 108       | 1389      | 12,9      | 19        | 55        |
| Quellen: stats.gfl.info, stats.europeanleague.football |                 |        |           |           |           |           |           |

## Privates
Knüttel hat einen US-amerikanischen Vater und eine deutsche Mutter. Im Alter von 5 Jahren zog er mit seiner Familie von Berlin in die Vereinigten Staaten. 2011 begann Knüttel eine Ausbildung zum Fertigungsmechaniker in einer Schweinfurter Firma. Am Modesto Junior College studierte Knüttel unter anderem Soziologie. Knüttel gründete später das Unternehmen Strive Elite Athletics.